# Jacobs Creek

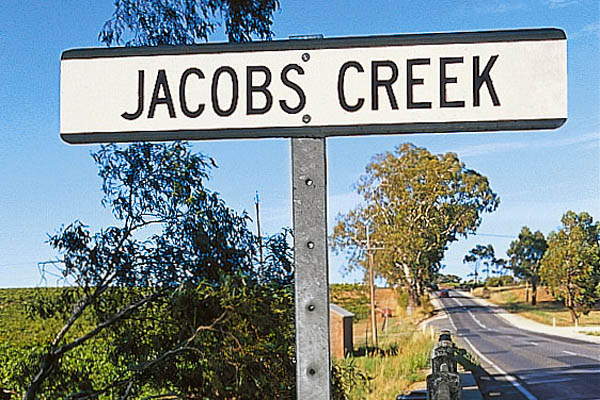
Útjelző a Barossa autóúton.

Jacobs Creek (korábban Jacob's Creek) egy kis patak Dél-Ausztráliában, Adelaide városától 80 km-re, mely keresztülfolyik a Barossa-völgy borvidékén. A patak csak néhány kilométer hosszú és az Észak-Para folyóba torkollik. A patakot és a körülötte elterülő vidéket 1837 decemberében fedezte fel egy William Light ezredes vezette európai expedíció. A Barossa régió 1839-es átfogó felmérését William Jacob (1814-1902) földmérő, az ezredes asszisztense végezte el, aki itt telepedett le az 1840-es években, és később róla nevezték el a területet.
Az 1840-es években egy Jacobs Creek közeli szigeten lakott Dél-Ausztrália első geológusa Johann Menge, aki befolyásával megkönnyítette Barossa Valley német evangélikus bevándorlók betelepülését. Szőlőt először 1847-ben telepítettek a vidéken. A patak névadója a híres ausztrál bornak, a Jacob's Creek-nek, melyet a völgy közeli kisvárosában, Rowland Flat-ban készítenek. 1997-ben az Észak-Adelaide és Barossa Vízgyűjtő Vízügyi Igazgatóság megkezdte a patak megfiatalítását céljául kitűző projektet, mely keretében minden nem őshonos növényt (például a bambuszt, olajbogyót és kőrist) eltávolítottak és újratelepítették a Golyós eukaliptuszt és egyéb őshonos fát és cserjét. Ennek eredményeképp számos őshonos béka, vízimadár és halfaj tért vissza a patakba ami lassan visszaáll természetes állapotára.

## Fordítás
- Ez a szócikk részben vagy egészben  a   Jacobs Creek (Australia) című angol Wikipédia-szócikk ezen változatának fordításán alapul.  Az eredeti cikk szerkesztőit annak laptörténete sorolja fel. Ez a jelzés csupán a megfogalmazás eredetét és a szerzői jogokat jelzi, nem szolgál a cikkben szereplő információk forrásmegjelöléseként.

## Külső hivatkozások
- A Jacobs Creek Fiatalító Projekt